# Devoratorii Morții
- În seria Harry Potter, en:Death Eater sunt un grup de vrăjitori și vrăjitoare, conduși de un vrăjitor al Întunericului, Voldemort, care au ca scop purificarea rasei vrăjitorilor de en:Muggle-borns (vrăjitori născuți din familii Încuiate).
- Dintre cei mai importanți Devoratori ai Morți amintim : Voldemort, Bellatrix Lestrange, Peter Pettigrew, Barty Crouch Junior și Fenrir Greyback
- Plesneală (en:Severus Snape), familia Reacredință (en:Malfoy family) și Regulus Black sunt toți Devoratori reabilitați.

| Nume                | Sex      | Delicte cunoscute | Stare actuală                                                           |
| ------------------- | -------- | --- | ----------------------------------------------------------------------- |
| Avery               | Masculin | Unul dintre cei mai buni prieteni ai lui Plesneală (en:Severus Snape) la Hogwarts. A declarat că a fost sub influența Blestemului Imperius pentru a scăpa de închisoare. Voldemort l-a torturat în timpul ritualului de renaștere. Tatăl său a fost printre primii Devoratori ai Morții și a învățat la Hogwarts cu Tom Riddle. A participat la intrarea prin efracție în Departamentul Misterelor evadând mai târziu din Azkaban.                                                                                       | Necunoscută                                                             |
| Regulus Black       | Masculin | I l-a oferit pe Kreacher lui Voldemort pentru a ascunde Medalionul lui Salazar Viperin (en:Salazar Slytherin). Mai târziu s-a căit și a murit în încercarea de a distruge Horcruxul. | Decedat (Reabilitat)                                                    |
| Alecto Carrow       | Feminin  | A torturat studenți în timp ce a predat la Hogwarts. | Necunoscută                                                             |
| Amycus Carrow       | Masculin | A predat Magia Neagră elevilor și i-a torturat pe cei care au opus rezistență. | Necunoscută                                                             |
| Crabbe Sr.          | Masculin | Tatăl lui Vincent Crabbe. Unul dintre Devoratorii Morții care a participat la ritualul de renaștere. A participat la intrarea prin efracție în Departamentul Misterelor mai tarziu evadând din Azkaban. | Necunoscută                                                             |
| Barty Crouch Junior | Masculin | A participat la torturarea și permanenta incapacitate a familiei Poponeață mai târziu evadând din Azkaban. I la dus pe Harry Potter Lordului Cap-de-Mort (Voldemort). La impersonat pe Ochi-Nebun Moody (en:Alastor "Mad-Eye" Moody) folosind Poli-Poțiune. Și-a omorât tatăl, Barty Crouch Senior. La vrăjit pe Viktor Krum cu Blestemul Imperius (en:Imperius Curse) și prin el l-a vrăjit și pe Cedric Diggory cu Blestemul Cruciatus (en: Cruciatus Curse) și a atacat-o pe Fleur Delacour.                          | I-a fost distrus sufletul de catre un dementor.                         |
| Antonin Dolohov     | Masculin | A ajutat la uciderea lui Gideon și Fabian Prewett. Igor Karkaroff susține că a "torturat nenumărați Încuiați și nesusținători ai lui Voldemort. A participat la intrarea prin efracție în Departamentul Misterelor, unde a rănit-o serios pe Hermione și pe Ochi-Nebun Moody(en:Alastor "Mad-Eye" Moody) cu blesteme necunoscute și mai târziu a scăpat din Azkaban. I-a atacat pe Harry, Ron și Hermione în en: Tottenham Court Road, dar nu a reușit să-i prindă. L-a omorât pe Remus Lupin în Bătălia de la Hogwarts. | Necunoscută                                                             |
| Gibbon              | Masculin | A asaltat persoane în interiorul Hogwarts-ului. | Ucis din greșeală de un alt Devorator, Thorfinn Rowle                   |
| Goyle Sr.           | Masculin | Tatăl lui Gregory Goyle. Prezent la ritualul de renaștere a lui Voldemort. | Necunoscută                                                             |
| Fenrir Greyback     | Masculin | I s-a permis să poarte robe de Devorator, dar nu a fost însemnat cu Semnul Întunecat. Om-lup cunoscut, se știa că îi place să atace copii mici. I-a capturat pe Ron, Hermione și pe Harry (Harry era deghizat). A participat la Bătălia de la Hogwarts. | Împietrit (și probabil dus la Azkaban)                                  |
| Jugson              | Masculin | A participat la bătălia din Departamentul Misterelor, în care a fost lovit de un blestem de Împietrire de către Harry Potter. A evedat mai târziu din Azkaban | Necunoscută                                                             |
| Igor Karkaroff      | Masculin | A fost capturat de Ochi-Nebun Moody pentru torturarea Încuiaților și trimis in Azkaban. Pentru a-și redobândi libertatea numește alți Devoratori, printre care și Barty Crouch Junior. Este urât de ceilalți Devoratori, de aceea când Voldemort renaște el se ascunde. | Este găsit mort cu Semnul Întunecat deasupra locuinței unde se ascundea |
| Bellatrix Lestrange | Feminin  | A participat la torturarea și permanenta incapacitate a familiei Poponeață (Frank și Alice - părinții lui Nevile), folosind Blestemul Cruciatus. A evadat 14 ani mai târziu pentru a i se alătura lui Voldemort. A participat la intrarea prin efracție în Departamentul Misterelor. L-a omorat pe Sirius Black în Camera Morții. A torturat-o pe Hermione Granger și l-a ucis pe Dobby la Reședința Malfoy-lor. A omorât-o pe Nymphadora Tonks în timpul Bătăliei de la Hogwarts.                                       | Omorâtă în duel de Molly Weasley                                        |
| Rabastan Lestrange  | Masculin | A participat la torturarea și permanenta incapacitate a familiei Poponeață, folosind Blestemul Cruciatus. A evadat 14 ani mai târziu pentru a i se alătura lui Voldemort. A participat la intrarea prin efracție în Departamentul Misterelor, fiind arestat, dar a evadat din nou din închisoare. | Necunoscută                                                             |